# Stanton Drew

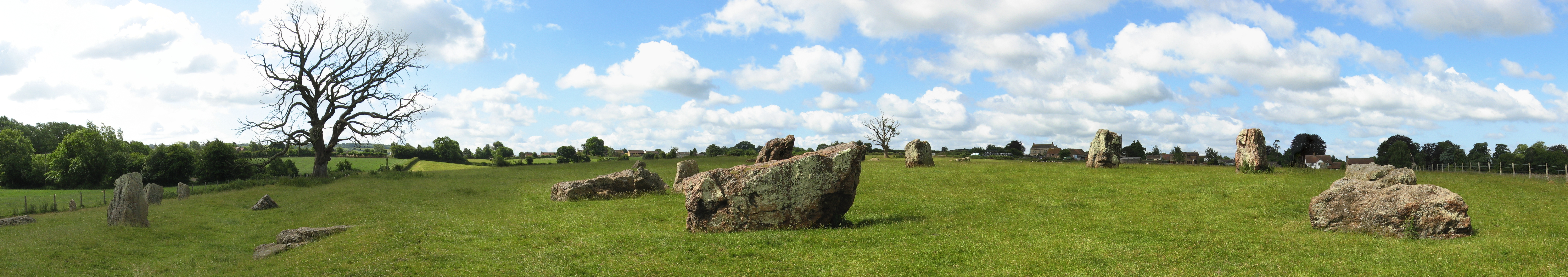
Panorama

Die Steinkreise von Stanton Drew liegen etwas außerhalb des Dorfes Stanton Drew, im Chew Valley, nördlich der Mendip Hills, etwa 12,9 km südlich von Bristol in Somerset, in England. 

## Beschreibung

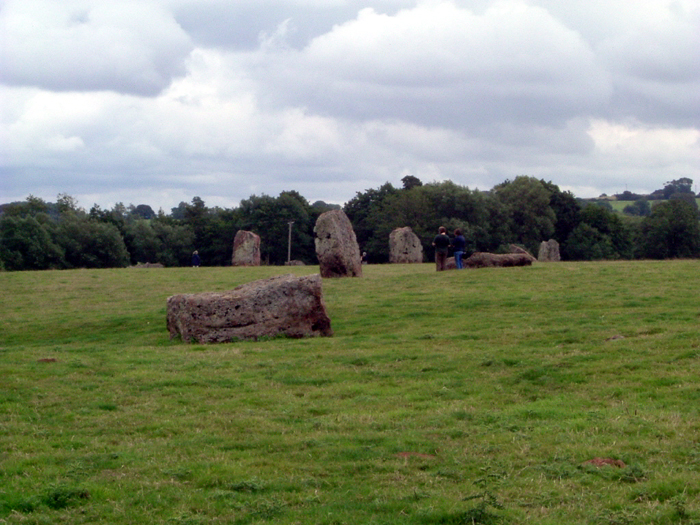
Stanton Drew

- Der größte Steinkreis ist der „Great Circle“. Mit 113 m Durchmesser ist er (nach Avebury), der zweitgrößte Steinkreis in England. Er bestand wahrscheinlich aus 30 Steinen, von denen 27 erhalten sind. Er wurde von einem heute verfüllten Graben eines Henges von etwa 135 m Durchmesser und sieben Meter Breite umgeben. Ein 40 m breiter Zugang lag auf der nordöstlichen Seite. Es wurde kein umliegender Wall nachgewiesen.

Er wurde John Aubrey (1626–1697) und William Stukeley (1687–1765) gezeichnet. Eine Steinallee führt auf den Nordosten des Great Circle, in Richtung des Flusses Chew und eine zweite erreicht ihn aus dem Nordostkreis. 
- Der Nordostkreis hat 30 m Durchmesser und bestand vermutlich aus zehn oder mehr Steinen, von denen acht erhalten sind.
- Der Südwestkreis hat 43 m Durchmesser und 12 erhaltene Steine.

## Die Umgebung
Der Menhir „Hautville’s Quoit“ liegt im Norden jenseits des Flusses. Ein großer Stein in der Nähe der Hautville Quoit Farm, mindestens seit Mitte des 17. Jahrhunderts liegend, aber ursprünglich aufrecht stehend wurde von W. Stukeley im Jahre 1723 als 13 m langer Menhir beschrieben. Er ist heute etwa halb so lang, denn Stücke des Steines sind gelegentlich zum Ausbessern der Straßen abgebrochen worden. W. Stukeley berichtet auch über die Anwesenheit eines weiteren Steins. 

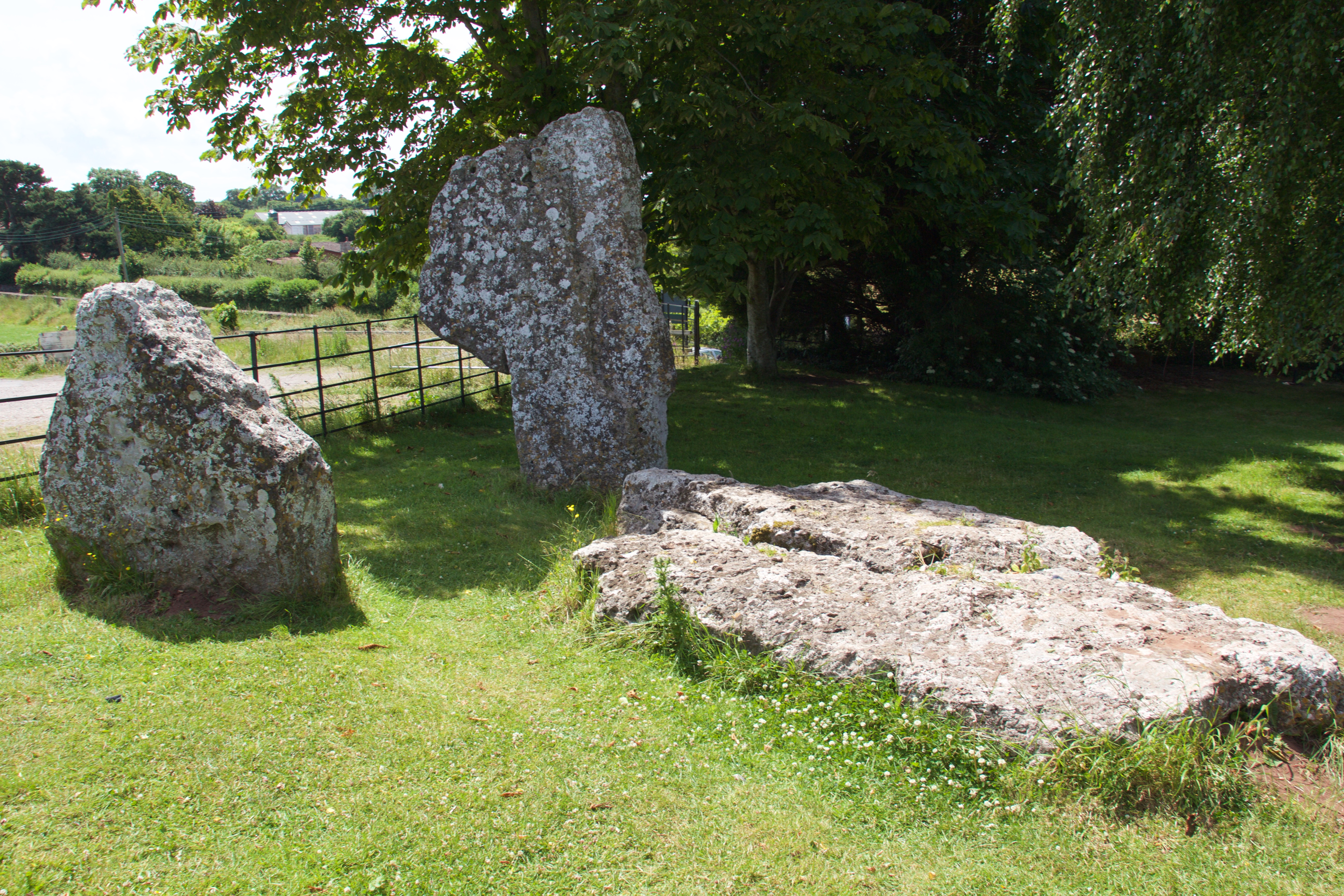
The Cove

Weiter westlich im Garten des „Druid’s Arms Public House“ befindet sich eine Cove aus zwei Menhiren mit einem liegenden Stein dazwischen. Die Steine sind mineralogisch verschieden von denen der nahe gelegenen Steinkreise. Sie haben Höhen von 4,4 m, 3,1 m und 1,4 m.

## Geophysikalische Untersuchung
Die geophysikalischen Untersuchungen von 1997 zeigten den umgebenden Graben und neun konzentrische Pfostenringe von 23 bis 94 m Durchmesser im großen Steinkreis. Mehr als 400 Gruben von einem Meter Breite und 2,5 m Abstand lagen in den Ringen. 
Die geophysikalische Arbeit veränderte die traditionelle Auffassung von Stanton Drew als einem Oberflächendenkmal, und der Great Circle in seiner Gesamtheit wird nun als eines der größten endneolithischen Monumente angesehen. Analog zu den Timber Circles von Woodhenge, Durrington Walls und The Sanctuary wird angenommen, dass die Gruben entweder durch eine Oberschwelle miteinander verbundene oder (wohl eher) freistehende Pfosten enthielten. Die Pfostenlöcher in den neun konzentrischen Ringen hatten bis zu einem Meter Durchmesser.
In der Nähe ist ein kleiner Ring aus acht Steinen und vier Gruben in der Mitte identifiziert worden. Ein weiterer Ring von 43 m Durchmesser bestehend aus 12 Steinen stand im Südwesten. Eine Magnetometer-Untersuchung der Menhire im Garten des Druid’s Arms Public House zeigte im Jahre 2009, dass diese Steine fast 1000 Jahre vor den Steinkreisen, die auf 2800 v. Chr. datiert werden, aufgestellt wurden. Die Schlussfolgerung daraus war, dass sie wahrscheinlich zum Portal oder zur Fassade einer ausgegangenen Megalithanlage gehören.